# Cratere Asari
Asari  è un cratere sulla superficie di Cerere.